# Euphaedra rex
Euphaedra rex är en fjärilsart som beskrevs av Stoneham 1935. Euphaedra rex ingår i släktet Euphaedra och familjen praktfjärilar. Inga underarter finns listade i Catalogue of Life.